# Цыдендоржиев, Дондоб Читагарович
Дондо́б Читага́рович Цыдендоржи́ев (1893 — ?) — председатель колхоза имени Сталина Курумканского аймака Бурят-Монгольской АССР, Герой Социалистического Труда.

## Биография
Родился в 1893 (по другим данным — в 1904) году в улусе Ягдыг (территория современного Курумканского района Бурятии).
В 1920—1922 годах служил в армии Дальневосточной Республики. После армии вернулся на родину и активно включился в борьбу за утверждение Советской власти и создании коммун.
В 1931 году вступил в сельскохозяйственную артель «Худэлмэришэн».
В 1942 году Цыдендоржиев был выбран председателем колхоза имени Сталина. Под его руководством колхоз преодолел отставание, началось строительство культурно-бытовых и производственных объектов. Было уделено большое внимание к улучшению растениеводства, справедливо считая, что на его базе можно поднять и животноводство
Благодаря принятым мерам колхоз в 1947 году вырастил хороший урожай зерновых и кормовых культур.
29 марта 1948 года Указом Президиума Верховного Совета СССР за получение высоких урожаев пшеницы Дондобу Читагаровичу Цыдендоржиеву (в тексте Указа — Цырендоржиеву) присвоено звание Героя Социалистического Труда.
В 1950 году по состоянию здоровья ушел с поста председателя колхоза. Проживал в Курумканском районе.

## Награды и звания
- Герой Социалистического Труда (1948)
- Орден Ленина (1948)
- Медаль «За доблестный труд в Великой Отечественной войне 1941—1945 гг.» (1945)

## Память
- В селе Курумкан на аллее Героев Социалистического Труда установлен бюст Дондобу Цыдендоржиеву[2].